# Colômbia nos Jogos Pan-Americanos de 1951
A Colômbia competiu nos Jogos Pan-Americanos de 1951 em Buenos Aires de 25 de fevereiro a 10 de março de 1951. Conquistou uma medalha de ouro.

## Medalhistas
| Atleta         | Esporte   | Evento                   | Gênero    | Medalha |
| -------------- | --------- | ------------------------ | --------- | ------- |
| Jaime Aparicio | Atletismo | 400 metros com barreiras | Masculino | Ouro    |

| Esporte   | Medalha de ouro | Medalha de prata | Medalha de bronze | Total |
| Atletismo | 1               | 0                | 0                 | 1     |
| Total     | 1               | 0                | 0                 | 1     |

## Basquetebol
| Fase preliminar        | Repescagem             | Torneio de consolação                                       | Pos. |
| Adversário e resultado | Adversário e resultado | Adversário e resultado                                      | Pos. |
| ---------------------- | ---------------------- | ----------------------------------------------------------- | ---- |
| PAN Panamá D 56-60     | ECU Equador D 25-47    | ECU Equador D 41-55 PAR Paraguai D 24-57 MEX México D 32-76 | 10º  |

## Polo[2]
| Atletas                 |
| ----------------------- |
| Antonio Graña Elizalde  |
| Augusto Mulanovich      |
| Fernando Graña Elizalde |
| Jorge Martínez          |
| Rafael Graña Elizalde   |

| 3 de março | México | 14 – 4 | Colômbia | Campo Argentino de Polo, Buenos Aires |
|            |        |        |          |                                       |

| 4 de março | Argentina | 24 – 2 | Colômbia | Campo Argentino de Polo, Buenos Aires |
|            |           |        |          |                                       |

| 7 de março | Peru | 10 – 6 | Colômbia | Campo Argentino de Polo, Buenos Aires |
|            |      |        |          |                                       |